# Xian de Lingyun
Le xian de Lingyun (凌云县 ; pinyin : Língyún Xiàn,zhuang: Lingzyinz Yen) est un district administratif de la région autonome du Guangxi en Chine. Il est placé sous la juridiction de la ville-préfecture de Baise.

## Géographie
Le xian de Lingyun est une région montagneuse traversé par la rivière Chengbi, affluent de la rivière You. 

## Démographie
La population du district était de 193 600 habitants en 2010, dont 33,13 % de Zhuang, groupe ethnique principalement concentré dans cette région.